# تقرير هاربول (رواية)
تقرير هاربول (بالإنجليزية: The Harpole Report)‏ هي رواية للكاتب الإنجليزي جي إل كار، نشرت عام 1972، عن دار نشر سيكر آند واربرغ.